# Dam tot Damloop 1992
De Dam tot Damloop 1992 werd gehouden op zondag 20 september 1992. Het was de achtste editie van deze loop. De wedstrijd liep van Amsterdam naar Zaandam en had een lengte van 10 Engelse mijl (16,1 km).
Bij de mannen was de Keniaan Charles Omwoyo het sterkst. Hij finishte in 46.48. Zijn landgenote Hellen Kimaiyo won de wedstrijd bij de vrouwen in 52.10.
In totaal namen 12.900 mensen deel aan het evenement, waarvan 11.200 lopers op de 10 Engelse mijl en 1700 kinderen bij de minilopen.

## Wedstrijd
Mannen
| rang   | naam             | land | tijd  |
| ------ | ---------------- | ---- | ----- |
| Goud   | Charles Omwoyo   | KEN  | 46.48 |
| Zilver | Jason Mosigisi   | KEN  | 46.53 |
| Brons  | Sammy Maritim    | KEN  | 47.16 |
| 4      | Tonnie Dirks     | NED  | 47.33 |
| 5      | Jan Huruk        | POL  | 47.44 |
| 6      | Jacob Ngunzu     | KEN  | 47.45 |
| 7      | Nicodemus Ongeri | KEN  | 47.46 |
| 8      | Ivan Konovalov   | GOS  | 47.47 |
| 9      | Steven Muia      | KEN  | 47.51 |
| 10     | Gyorgy Marko     | ROU  | 47.54 |

Vrouwen
| rang   | naam              | land | tijd  |
| ------ | ----------------- | ---- | ----- |
| Goud   | Hellen Kimaiyo    | KEN  | 52.10 |
| Zilver | Tegla Loroupe     | KEN  | 52.43 |
| Brons  | Ljudmila Matweewa | GOS  | 54.53 |
| 4      | Carlien Harms     | NED  | 55.10 |
| 5      | Kristijna Loonen  | NED  | 56.03 |

1985 ·
1986 ·
1987 ·
1988 ·
1989 ·
1990 ·
1991 ·
1992 ·
1993 ·
1994 ·
1995 ·
1996 ·
1997 ·
1998 ·
1999 ·
2000 ·
2001 ·
2002 ·
2003 ·
2004 ·
2005 ·
2006 ·
2007 ·
2008 ·
2009 ·
2010 ·
2011 ·
2012 ·
2013 ·
2014 ·
2015 ·
2016 ·
2017 ·
2018 ·
2019